# Les Règles de notre liberté
Pour plus de détails, voir Fiche technique et Distribution.
Les Règles de notre liberté (Period. End of Sentence) est un court métrage documentaire américain réalisé par Rayka Zehtabchi sorti en 2018.

## Synopsis
Trois femmes et un homme vivant à Hapur en Inde — Arunachalam Muruganantham, Shabana Khan, Gouri Choudari et Ajeyaet Anita — ont appris à faire fonctionner une machine créant des protections hygiéniques biodégradables, qu'ils vendent à bas prix aux femmes des alentours. Plus qu'aider les femmes à améliorer leur hygiène intime, cette aventure leur offre la possibilité de s'émanciper grâce à un sujet encore tabou en Inde : les menstruations.

## Fiche technique
Sauf indication contraire, les informations mentionnées dans cette section peuvent être confirmées par la base de données cinématographiques IMDb,  présente dans la section « Liens externes ».
- Titre original : Period. End of Sentence
- Titre français : Les Règles de notre liberté
- Réalisation : Rayka Zehtabchi
- Musique : Giosuè Greco et Dan Romer
- Photographie : Sam A. Davis
- Production : Melissa Berton, Garrett K. Schiff et Lisa Taback
- Société de production : Netflix
- Pays de production :  États-Unis
- Langues originales : hindi et anglais
- Durée : 26 min
- Format : couleur
- Genre : documentaire
- Date de sortie :
  - États-Unis : 5 avril 2018 (Festival international du film de Cleveland)
  - Monde : 12 février 2019 (Netflix)

## Autour du film
Dans une interview pour Glamour, la réalisatrice explique : « Après avoir vu le film, j'espère que les gens comprendront que la stigmatisation des règles ne concerne pas uniquement les Indiennes. Nous en faisons également l'expérience aux Etats-Unis et dans d'autres cultures ».

## Accueil critique
Une semaine avant les Oscars, The Hollywood Reporter publie un article où un membre masculin du jury avoue que le film ne risque pas de gagner le prix car ces compatriotes hommes n'allaient sûrement pas voter pour un sujet aussi « dégoûtant ».

## Distinctions
- Oscars 2018 : Oscar du meilleur court métrage documentaire[4],[5]